# Volčje noči

Volčje noči (COBISS) je roman Vlada Žabota, ki je izšel leta 1996 pri Pomurski založbi.

## Vsebina
Roman prikazuje dogajanje zadnjih dvajsetih dni pred božičnim večerom. Glavni protagonist Rafael  
Meden skuša v pogansko Vrbje vrniti krščanstvo. Njegova prizadevanja izničita Aazar Michnik,  
njegov mladostni učitelj, in Michnikova nadarjena učenka Jemima, ki kot nosilca zlega in  
poganskega pehata Rafaela v svet polsanj, blodenj in prividov.